# Isodictya quatsinoensis
Isodictya quatsinoensis är en svampdjursart som beskrevs av Lawrence Morris Lambe 1892. Isodictya quatsinoensis ingår i släktet Isodictya och familjen Isodictyidae. Inga underarter finns listade i Catalogue of Life.